# Omar Pkhakadze
Omar Longuinozovitx Phakadze (en georgià: ომარ ფხაკაძე, en rus: Омар Лонгинозович Пхакадзе, Kutaisi, 22 d'agost de 1944 - Tbilisi, 21 de maig de 1993) va ser un ciclista soviètic d'origen georgià. Competí en el ciclisme en pista i es va especialitzar en la velocitat on va obtenir una medalla als Jocs Olímpics de Múnic, i tres més als Campionats del Món, una d'elles d'or.

## Palmarès
- 1963
  -  Campió de la Unió Soviètica en Velocitat
- 1964
  -  Campió de la Unió Soviètica en Velocitat
- 1965
  -  Campió del món en Velocitat amateur
- 1972
  -  Medalla de bronze als Jocs Olímpics de Múnic en Velocitat individual